# Communay

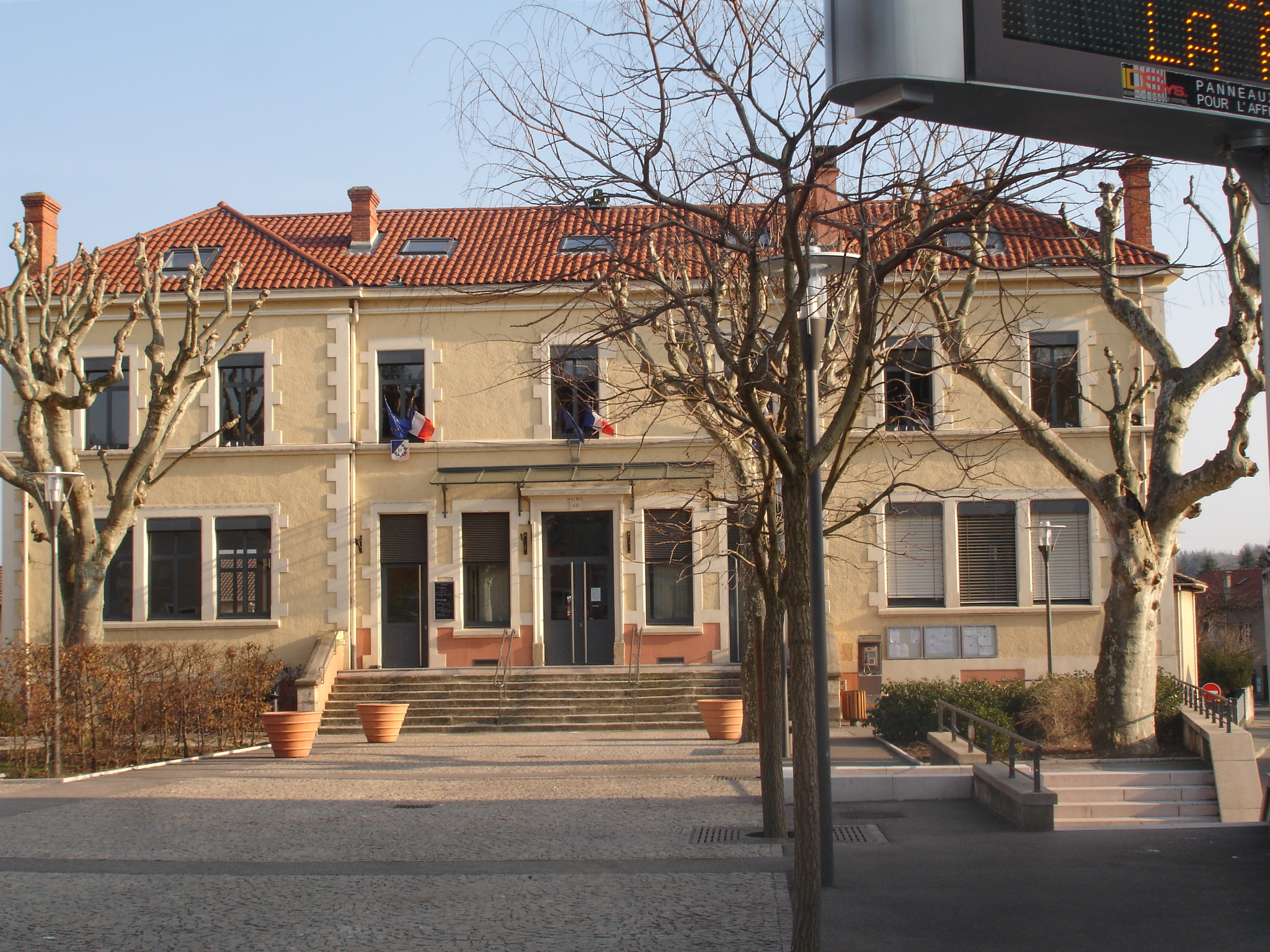
Ratusz w Communay, 2010

Communay – miejscowość i gmina we Francji, w regionie Owernia-Rodan-Alpy, w departamencie Rodan.
Według danych na rok 1990 gminę zamieszkiwało 2918 osób, a gęstość zaludnienia wynosiła 277 osób/km² (wśród 2880 gmin regionu Rodan-Alpy Communay plasuje się na 303. miejscu pod względem liczby ludności, natomiast pod względem powierzchni na miejscu 1080.).